# Melanolagus bericoides
Melanolagus bericoides is een straalvinnige vis uit de familie van kleinbekken (Bathylagidae) en behoort derhalve tot de orde van Spieringachtigen (Osmeriformes). De vis kan een lengte bereiken van 20 centimeter. 

## Leefomgeving
Melanolagus bericoides is een zoutwatervis. De vis prefereert een diepwaterklimaat en heeft zich verspreid over de drie belangrijkste oceanen van de wereld (Grote, Atlantische en Indische Oceaan). De diepteverspreiding is 730 tot 850 meter onder het wateroppervlak. 

## Relatie tot de mens
Melanolagus bericoides is voor de visserij van geen belang. In de hengelsport wordt er weinig op de vis gejaagd. 